# Muff Winwood
Mervyn Winwood, detto Muff (Erdington, 15 giugno 1943), è un compositore, bassista e produttore discografico britannico, componente dello Spencer Davis Group insieme al fratello minore Steve.
È inoltre conosciuto per aver prodotto l'album d'esordio dei Dire Straits nel 1978.
Muff Winwood ha collaborato anche con Sparks, Marianne Faithfull, Traffic, Patto, After the Fire e Love Affair.